# Speedball
Speedball är ett datorspel om en framtida variant av amerikansk fotboll, släppt 1989 av Image Works/The Bitmap Brothers till Commodore 64. Konverteringar av spelet släpptes senare till Atari ST och Amiga. Speedball utspelas 2030 och skildrar en ganska så brutal sport. Man bygger upp sitt lag med krediter man tjänar under matcherna. Dessa krediter kan man använda till allt från att muta domaren till att köpa boosters till sina spelare. Man kan välja flertal olika spelvarianter, allt från ligaspel till bara en snabb match. Spelet blev väldigt populärt i 2-player mode och underhöll en generation datorspelare.
The Bitmap Brothers programmerade och utvecklade spelet, grafiken gjordes av Sam Mohabull och musiken av David Whittaker.